# Jens Hajslund
Jens Madsen Hajslund (Hjerm, Struer, Jutlàndia Central, 29 de maig de 1877 - Holstebro, Jutlàndia Central, 28 d'agost de 1964) va ser un tirador danès que va competir a començaments del segle xx.
El 1912 va prendre part en els Jocs Olímpics d'Estocolm, on disputà tres proves del programa de tir. Guanyà la medalla de bronze en la competició de rifle lliure per equips, mentre en la de rifle militar per equips fou vuitè i abandonà en la de rifle lliure, 300 metres tres posicions.